# 東大阪市立弥刀中学校
東大阪市立弥刀中学校（ひがしおおさかしりつ みとちゅうがっこう）は、大阪府東大阪市近江堂三丁目にある公立中学校。
1970年に東大阪市立金岡中学校より分離開校した。2005年度以降2学期制を導入している。
校区内にある近畿大学と連携し、理数教育の充実等で連携協力する「サイエンス・パートナーシップ・プロジェクト」の取り組みをおこなっている。

## 沿革
- 1970年4月1日 - 東大阪市立金岡中学校より分離開校
- 1977年4月1日 - 養護学級開設
- 2000年9月7日 - インターネット接続開始設置
- 2002年4月1日 - 弥刀中学校区地域教育協議会創設
- 2005年4月1日 - 2学期制実施
- 2006年9月 - 近畿大学と「サイエンス・パートナーシップ・プロジェクト」連携協定を締結

## 校区
東大阪市立弥刀小学校と東大阪市立弥刀東小学校の校区。
- 東大阪市 近江堂1丁目（一部を除く）、近江堂2-3丁目、源氏ヶ丘、小若江1-3丁目（一部を除く）、友井1-5丁目、金物町、南上小阪8-12番。

※東大阪市立上小阪中学校および八尾市立久宝寺中学校との調整区域あり。

## 交通
- 近鉄大阪線 弥刀駅 北東へ約800m。